# Tribunal Superior de la Mitra
El Tribunal Superior de la Mitra fou un òrgan jurisdiccional col·legiat de la justícia andorrana, vigent del 1905 al 1993, ubicat a la ciutat de la Seu d'Urgell i dependent del copríncep episcopal, que coneixia, en tercera i última instància, dels recursos interposats davant seu contra les resolucions dictades pel jutge d'apel·lacions. Compartia aquestes funcions amb el Tribunal Superior de Perpinyà, que depenia del copríncep francès. Desaparegué arran de la reorganització del poder judicial que succeí a l'aprovació de la Constitució andorrana del 1993.
Fou creat mitjançant un decret del 24 de gener del 1905 pel llavors bisbe d'Urgell Joan Josep Laguarda i Fenollera. Des de la seva reorganització l'1 de setembre del 1974, el Tribunal Superior de la Mitra el formaven un president, un vicepresident, quatre vocals i un secretari.
Els seus membres eren nomenats pel copríncep episcopal, per una durada de cinc anys. En van ser membres, entre d'altres, els juristes catalans Josep Joan Pintó i Ruiz, Lluís Figa i Faura, Juan José López Burniol, Ramon Faus i Esteve, Lluís Puig i Ferriol, Carles Obiols i Taberner, Octavi Saltor i Soler i Pablo Salvador Corderch.
La Llei qualificada de la Justícia, aprovada pel Consell General en la seva sessió dels dies 2 i 3 de setembre de 1993, va significar la fi del Tribunal Superior de la Mitra, que fou substituït pel Tribunal Superior de Justícia d'Andorra, que en endavant passava a ser la màxima instància judicial del Principat.